# 腦萎縮
脑萎缩是中枢神经系统疾病所造成的一種症狀， 是指腦组织的细胞（神經元）體積縮小。如果大脑半球出現萎縮，思维和自理能力可能会受到影響。
一定程度的脑萎缩是由於衰老而自然发生的。人脑在25岁时基本發育成熟。35岁后大腦開始慢慢萎缩，並以每年0.2%的程度萎縮下去。当达到70岁时，萎縮的速度会加快。到90岁时，人脑相對於25歲時它的重量将减少15%。

## 原因
脑萎缩的進度取决于疾病。

### 受伤
- 中風，由于大脑供血突然中断而导致大脑功能丧失
- 中度至重度创伤性脑损伤[8]